# Mimon bennettii
Mimon bennettii är en fladdermusart som först beskrevs av Gray 1838.  Mimon bennettii ingår i släktet Mimon och familjen bladnäsor. IUCN kategoriserar arten globalt som livskraftig. Inga underarter finns listade i Catalogue of Life. Artepitet i det vetenskapliga namnet hedrar naturforskaren Edward Turner Bennett.
Denna fladdermus lever i östra Sydamerika från östra Colombia till sydöstra Brasilien. Habitatet utgörs av olika slags skogar samt av landskapet Cerradon.
Individerna vilar i grottor och i trädens håligheter. De bildar där flockar med 2 till 20 medlemmar. Mimon bennettii jagar leddjur och mindre ryggradsdjur som ödlor och småfåglar. Honan föder i början av regntiden en unge.